# 포켓몬빵
포켓몬빵(일본어: ポケモンパン)은 1998년 6월부터 다이이치야세빵이 발매하고 있는 "포켓몬스터"와의 협업 빵 상품이다. 패키지에 포켓몬이 그려져 있다. 데코캬라실(일본어: デコキャラシール, 띠부띠부씰)이라고 불리는 상품이 덤으로 들어있다. 패키지에는 방송중인 애니메이션 시리즈 로고도 인쇄되어 있다.
주로 슈퍼마켓의 빵 매장에서 판매되고 있다. 단, 홋카이도와 오키나와현에서는 판매되지 않는다.

## 대한민국
대한민국에서는 SPC그룹의 삼립이 제조를 실시해 1998년부터 팔고 있다.